# Långtjärnen (Säfsnäs socken, Dalarna, 667879-142827)
Långtjärnen är en sjö i Ludvika kommun i Dalarna och ingår i Dalälvens huvudavrinningsområde. Sjöns area är 0,03 kvadratkilometer och den befinner sig 302 meter över havet.